# Castillo de Berdejo
El castillo de Berdejo es una construcción defensiva militar situada en el municipio zaragozano de Berdejo. Se encuentra en la Lista roja de patrimonio en peligro (España).

## Historia
Berdejo durante la Edad Media, estuvo encuadrada en la Comunidad de aldeas de Calatayud en la Sesma del río Berdejo. Poco sabemos de los orígenes del castillo, aunque sabemos que Berdejo ya existía como población visigoda anterior a la invasión islámica. Por encontrarse en tierra de frontera, este castillo, como todos los de la Extremadura aragonesa desempeñó un papel de gran importancia durante la guerra de los Dos Pedros, en que fue conquistado por los castellanos en varias ocasiones y sucesivamente recuperado por los aragoneses. Existe constancia de su existencia con anterioridad a 1288. En 1186 Se firmó en esta villa el Tratado de Berdejo.
Tenía como puesto avanzado la Torre del Moro de Malanquilla que le servía como puesto de observación.

## Descripción
Se encuentra en la cima de una peña dominando una posición sobre la localidad. Es de planta alargada siguiendo las cotas de la orografía del terreno y en el punto más vulnerable hay situada una torre de siete metros de lado, construida con mampostería y sillería en las esquinas desde donde se domina el valle del río Manubles.